# Sclerophrys camerunensis
Espèce
Synonymes
- Bufo camerunensis Parker, 1936
- Amietophrynus camerunensis (Parker, 1936)
- Bufo camerunensis poensis Parker, 1936

Statut de conservation UICN

 LC  : Préoccupation mineure
Sclerophrys camerunensis est une espèce d'amphibiens d'Afrique appartenant à la famille des Bufonidae.

## Répartition
Cette espèce se rencontre en dessous de 1 000 m d'altitude, :
- dans l'extrême Sud-Est du Nigeria ;
- dans la moitié Sud du Cameroun ;
- en Guinée équatoriale continentale et sur l'île de Bioko ;
- au Gabon ;
- dans le Nord de la République démocratique du Congo ;
- dans l'extrême Sud-Ouest de la République centrafricaine.

Sa présence est incertaine en République du Congo et en Tanzanie.

## Étymologie
Son nom d'espèce, composé de camerun et du suffixe latin -ensis, « qui vit dans, qui habite », lui a été donné en référence au lieu de sa découverte.

## Publication originale
- (en) Parker, 1936 : The amphibians of the Mamfe Division, Cameroons. Proceedings of the Zoological Society of London, vol. 1936, p. 135-163.